# Colțea Brașov
Colțea Brașov este un club românesc de fotbal, înființat în anul 1920, ca filială a unui club bucureștean cu același nume, care activeaza in Liga a V-a.

## Istoric

Vintilă Cristescu, Iacobescu și Puiu Pavel

În iunie 1913, câțiva elevi de la liceul „Sf. Sava“ înființau o echipă de fotbal. Pentru că erau vecini, i-au dat numele străzii: „Colțea“. Curând după Unirea din 1918, Colțea București și-a deschis o filială la Brașov. Colțea Brașov a fost fondată în anul 1920 la Brașov de Vintilă Cristescu, Puiu Pavel și Iacobescu, toți trei fiind jucători ai Colței București.   
Colțea Brașov a intrat în circuitul competițiilor locale și naționale în 1921. În 1925–1926 a câștigat campionatul regional, dar în campionatul național 1925–26 a fost eliminată în sferturile de finală de AMEF Arad. Aceasta avea să aibă mai mult succes decât echipa-mamă din București: în 1927, Colțea Brașov joacă finala, pierzând în fața echipei Chinezul Timișoara (2-2, respectiv 2-3 după rejucare). Lotul care a fost folosit a inclus următorii jucători: Kiss - Zarkoszy, Columban, Balint, Ad. Hrehuss, Adamovici, Viszvari, Hecht, Șt. Torok, R. Auer, Csanz, Bertha.
Devine campioană națională în 1928 (3-2 cu Jiul Lupeni , în finală). Jucătorii care au fost încoronați campioni au fost: Lobel - Columban, Balint, Șt. Torok, Csajka, Ad. Hrehuss, Kemeny, Gylebrowsky, Gruber, Hecht, Peterffi.
Clubul nu și-a putut confirma succesul și a fost învins de Venus București în sferturile de finală în 1928/29. În anii următori clubul nu s-a calificat în turneul final și în 1931 clubul a fost dizolvat.
Cea mai populară echipă din Brașov n-a fost, în acea perioadă Colțea, ci Brașovia. Brașovia a fost multiplă campioană regională până la apariția Colței în 1921. În 1928–29, prezentă din nou la un turneu de campionat național a fost eliminată de Venus București în sferturile de finală. De atunci, fiind echipă militară, decade și dispare după 1931, dându-și locul în fotbalul brașovean Brașovia Brașov și FC Brașov.
În vara lui 2015, Colțea Brașov a fost refondat sub numele de "CS Colțea 1920 Brașov", după 84 de ani de la desfintarea echipei și a participat la Liga a V-a pentru sezonul 2015-16.
După un sezon Colțea Brașov a semnat un important proiect de asociere cu clubul spaniol Celta de Vigo în ceea ce privește sectorul de tineret.
Începând cu vara lui 2024, CS Colțea 1920 Brașov începe un proiect de colaborare cu clubul fanion al județului, SR Brașov, proiect ce iși propune să aducă fotbalul brașovean din nou la cel mai înalt nivel.
De asemenea, în același an, își inaugurează noul sediu, cu birouri moderne, fan-shop, precum și primul teren sintetic cu mantinelă din Brașov.

## Palmares
Național
 Divizia A
 Campioană (1) : 1928.
 Vicecampioană (1) : 1927.
 Campionatul Regional de Fotbal al României
 Campioană (4) : 1925–26, 1926–27, 1927–28, 1928–29
 Locul 3 (2) : 1921-22, 1922-23

## Jucători importanți

### Membri fondatori
- Vintilă Cristescu
- Iacobescu
- Puiu Pavel

### Echipa campioană
Echipa care a câștigat titlul a fost compusă din următorii: 
- Löbel
- Columban
- Balint
- Török
- Csajka Hrehuss
- Kemeny
- Gylebrowsky
- Grüber
- Hech
- Peterffi

## Oficialii clubului
| Role      | Name        |
| --------- | ----------- |
| President | Oana Enache |

| Role              | Name           |
| ----------------- | -------------- |
| Manager           | Andrei Calinov |
| Assistant Manager | Dan Ilieș      |